# Colutea orientalis
Colutea orientalis là một loài cây bụi thuộc họ đậu bản địa của châu Âu và châu Á. Cây cao 2 m (6 ft). Nó mang các cụm hoa nhỏ màu vàng và màu đồng đỏ vào mùa hè, tiếp theo là vỏ hạt màu xanh lá cây. Colutea x media là cây lai giữa C. orientalis và C. arborescens.